# Loco Motive
Loco Motive ist ein Point-and-Click-Adventure, das vom Entwicklerstudio Robust Games für die Plattformen Nintendo Switch und Windows entwickelt und 2024 von Chucklefish veröffentlicht wurde.

## Handlung
Loco Motive spielt an Bord des luxuriösen Dampfzuges Reuss Express aus den 1930er-Jahren. Nach dem Tod der reichen Erbin Lady Unterwald werden der Anwalt Arthur Ackerman, die Agentin Diana Osterhagen und der Schriftsteller und Detektiv Hermann Mermann in die Ermittlungen hineingezogen. Das Trio muss verborgene Motive aufdecken, Rätsel lösen und sich mit exzentrischen Passagieren auseinandersetzen, um den Mörder zu finden und ihre Namen reinzuwaschen.

## Spielprinzip und Technik
Loco Motive ist ein 2D-Point-and-Click-Adventure. Das Ziel besteht darin, die Geschichte durch das Lösen von Rätseln voranzutreiben. Dies geschieht durch das Erkunden von Orten, das Sprechen mit nicht spielbaren Charakteren, um Informationen zu erhalten, das Sammeln von Gegenständen und deren Verwendung zum richtigen Zeitpunkt. Der Spieler schlüpft in die Rolle von drei verschiedenen Charakteren, die jeweils ihre eigene Perspektive auf die Ereignisse haben.

## Entwicklung
Loco Motive wurde vom Londoner Studio Robust Games entwickelt, einem kleinen unabhängigen Studio, das von den Brüdern Adam und Joseph Riches gegründet wurde. Das Spiel begann ursprünglich als kleineres Projekt für einen Game Jam im November 2020, aber nachdem das Team positives Feedback erhalten hatte, entwickelten sie es zu einer vollständigen Version weiter. Die Brüder kümmerten sich sowohl um die Entwicklung als auch um das Pixelgrafik-Design, während der Publisher Chucklefish Loco Motive im Mai 2021 unter Vertrag nahm. Das Spiel wurde von Marcel Weyers ins Deutsche übersetzt.

## Rezeption
Loco Motive erhielt laut dem Review-Aggregator Metacritic „allgemein positive“ Kritiken. Das Spiel wurde 2024 von Adventure Game Hotspot als „Abenteuerspiel des Jahres“ ausgezeichnet. Darüber hinaus wurde es in sechs Kategorien für die AGOTY Awards nominiert. Es gewann in den Kategorien „Bestes Abenteuerspiel“, „Bestes Abenteuer nach Meinung der internationalen Jury“ und „Beste Rätsel“.